# День семи миллиардов
День семи миллиардов, 31 октября 2011 года, — это день, который был официально определён Фондом Организации Объединенных Наций в области народонаселения (ЮНФПА) как приблизительный день, когда население мира достигло семи миллиардов человек. Генеральный секретарь Организации Объединённых Наций Пан Ги Мун выступил в здании Организации Объединённых Наций в Нью-Йорке с речью об этой новой вехе в численности мирового населения и проблемах, которые она поднимет, наряду с продвижением новой программы ЮНФПА под названием «7 миллиардов действий», которая будет направлена на «повышение глобальной осведомлённости о возможностях и проблемах, связанных с миром с населением в семь миллиардов человек», и вдохновит отдельных лиц и организации на действия. На смену ему пришел День восьми миллиардов 15 ноября 2022 года.

## Предыстория
Население мира уже достигло пяти миллиардов человек 11 июля 1987 года и шести миллиардов двенадцать лет спустя, 12 октября 1999 года.
Представитель Фонда народонаселения Организации Объединённых Наций Омар Гарзеддин оспорил дату Дня шести миллиардов, заявив: «ООН отметила «6-миллиардного» [человека] в 1999 году, а затем, пару лет спустя, сам Отдел народонаселения пересмотрел свои расчёты и сказал, что на самом деле это произошло в 1998 году».

## Выбор даты
По данным Отдела народонаселения Департамента по экономическим и социальным вопросам Организации Объединённых Наций, 31 октября 2011 года является символической датой, выбранной на основе данных, интерполированных из его оценок за 5-летний период. Оценки основаны на таких источниках данных, как недавние переписи населения, опросы, регистры актов гражданского состояния и населения, и публикуются раз в два года в рамках «Мировых демографических перспектив» (World Population Prospects).
Фактическая дата, когда население мира достигло 7 миллиардов, имела погрешность около 12 месяцев из-за неточностей в демографической статистике, особенно в некоторых развивающихся странах (даже самые лучшие переписи в мире имеют ошибку 1–2%). При допущении глобальной погрешности в 1 % 7-миллиардное население мира могло быть достигнуто уже 20 марта 2011 года или уже 12 апреля 2012 года.
Однако отдел международных программ Бюро переписи населения США подсчитал, что общая численность населения мира не достигнет 7 миллиардов человек до 12 марта 2012 года. Он также предложил оценку, которая примерно на три месяца отличалась от оценки ООН для Дня шести миллиардов.
Международный институт прикладного системного анализа вычислил эту дату как находящуюся между февралём 2012 года и июлем 2014 года.

## Семимиллиардный человек
Представитель Фонда народонаселения Организации Объединённых Наций Омар Гарзеддин сказал: «Нет никакой возможности, чтобы ООН или кто-либо другой мог знать, где или в какую минуту 31-го числа родится 7-миллиардный ребёнок», и Организация Объединённых Наций не даёт официального статуса тем или иным подобным попыткам. Тем не менее, несколько новорождённых были выбраны различными группами в качестве семимиллиардного человека.
В День семи миллиардов группа Plan International символически отметила рождение 7-миллиардного человека церемонией в индийском штате Уттар-Прадеш, где свидетельство о рождении было вручено новорождённой девочке Наргис Кумар в знак протеста против абортов по признаку пола в штате. 
Соотношение девочек и мальчиков в Индии в возрасте от 0 до 6 лет составляет 914 девочек на 1000 мальчиков по всей стране, при этом в Уттар-Прадеше один из самых низких показателей — 889 девочек на каждую тысячу мальчиков.
Среди других выбранных малышей Даника Мэй Камачо, родившаяся в Мемориальном госпитале доктора Хосе Фабеллы, Манила, Филиппины, незадолго до полуночи накануне Дня семи миллиардов и Ватталаге Мутхумаи, Коломбо, Шри-Ланка.